# Towai
La ville  de Towai est une localité de la région du Northland située dans l'île du Nord de la Zélande.

## Situation
La  State Highway 1/S H 1 passe juste à l'est de la ville de Towai. 
La ville de Kawakawa est localisée à 16 km au nord-ouest, et celle de Whakapara est à 17 km au sud-est , .

## Éducation
L’école primaire de Towai  a fermé en janvier 2005 , avec le déplacement des élèves vers l’école de Maromaku .